# Budilov
Budilov (auch: Budivoj; Budislav; Budislaus; † 10. Juli 1226 in Rom) war Bischof von Prag.

## Leben
Über seine Herkunft und Werdegang ist nichts bekannt, es wird jedoch vermutet, dass er dem Geschlecht der Herren von Švábenice entstammte. 1226 begleitete er mit weiteren Prager Domherren den Bischof Pilgrim nach Rom, dem die päpstliche Bestätigung seiner Wahl nicht vorlag und der sich einer Überprüfung durch die Kurie stellen sollte, die dazu führte, dass Pilgrim resignierte.
Papst Honorius III. bestimmte in Anwesenheit der Prager Domherren Budilov zum Nachfolger Pilgrims. Die Bischofsweihe erfolgte am 26. Juni 1226 in Rom. Sein Bischofsamt konnte Budilov nicht antreten, da er kurze Zeit nach der Bischofsweihe in Rom verstarb. Es ist nicht bekannt, wo er bestattet wurde.